# Manucehr Safarov
Manucehr Safarov (ur. 31 maja 2001 roku) – tadżycki piłkarz, reprezentant Tadżykistanu.

## Kariera klubowa
Manucehr Safarov swoją przygodę z piłką rozpoczął w klubie Barkchi w 2017 roku. W 2019 dołączył do futsalowej drużyny Sipar Khujand. W lipcu tego samego roku został piłkarzem FK Chodżent. Od sierpnia 2020 roku jest zawodnikiem Lokomotiw Duszanbe. 

## Reprezentacja
Manucehr Safarov jest reprezentantem Tadżykistanu. W drużynie narodowej debiutował 10 września 2019 roku meczem z Mongolią na wyjeździe. Do dnia 06.02.2021 rozegrał 9 meczów w narodowych barwach.